# Parc national Kinchega
Le parc national Kinchega est un parc national de Nouvelle-Galles du Sud en Australie à 839 km à l'ouest de Sydney, et à 111 km au sud-est de la ville de Broken Hill.
Le parc est célèbre pour ses peintures aborigènes.